# الإسلام في غويانا الفرنسية
غويانا الفرنسية، تعرف رسميًا باسم غويان (بالفرنسية: Guyane) هي أحد أقاليم ما وراء البحار الفرنسية، تقع على الساحل الشمالي لأمريكا الجنوبية ولها حدود مع دولتي البرازيل وسورينام. تعتبر غويانا الفرنسية، كما باقي أقاليم ما وراء البحار، إحدى أقاليم فرنسا المئة.
يعتنق أغلب سكان غويانا الفرنسية المسيحية دينًا على المذهب الروماني الكاثوليكي، وهناك أقلية من السكان مثل المارون وبعض قبائل السكان الأصليين، الذين حافظوا على دياناتهم الأصلية. أما شعب الهمونغ فهم مسيحيون كاثوليك بأغلبيتهم، نظرًا لتأثير المبشرين عليهم الذين أحضروهم لغويانا الفرنسية. كان المسلمون يمثلون 8% من نسبة سكان غويانا الفرنسية عند إقفال معتقل كايين، والآن يبلغ عددهم أكثر من 6000 نسمة.

## وصول الإسلام إليها
وصلتها موجة قديمة من مسلمي أفريقيا، وعاشت في ظروف غير إنسانية؛ حيث استعبد الأفارقة في المستعمرة الفرنسية، ووصلها حديثا عدد من المسجونين السياسيين من داخل المستعمرات الفرنسية السابقة، وكان أغلبهم من المغاربة، والجزائريين، ففي سنة 1365هـ - 1945م قدر عدد المسجونين السياسيين من هذه البلدان بحوالي 480، ولما كانت فرنسا تحتل بلدان المغرب العربي الثلاثة، وخاضت الجزائر حرب التحرير لمدة طويلة ضد الاحتلال، فنفت فرنسا عددا من المجاهدين الجزائريين إلى غويانا الفرنسية، وقد حاول بعض منهم الهروب إلى البرازيل المجاورة لغويانا الفرنسية، وأغلبهم مات في أثناء المحاولة، وبعضهم نجح، ونشرت بعض الصحف الفرنسية قصص هؤلاء المجاهدين، وهاجر إلى غويانا الفرنسية في النصف الأول من القرن الميلادي الحالي 4000 مسلم من لبنان وسوريا وفلسطين، وعندما ألغت فرنسا معتقل كايين بغويانا الفرنسية كان عدد المسلمين الذين أفرج عنهم حوالي 2500 نسمة، أي 8% من جملة سكان غويانا الفرنسية آنذاك، وفضلوا البقاء بالبلاد، وتزوجوا من أهلها، وهم الآن أكثر من 6 آلاف نسمة.

## أصول ومناطق المسلمون

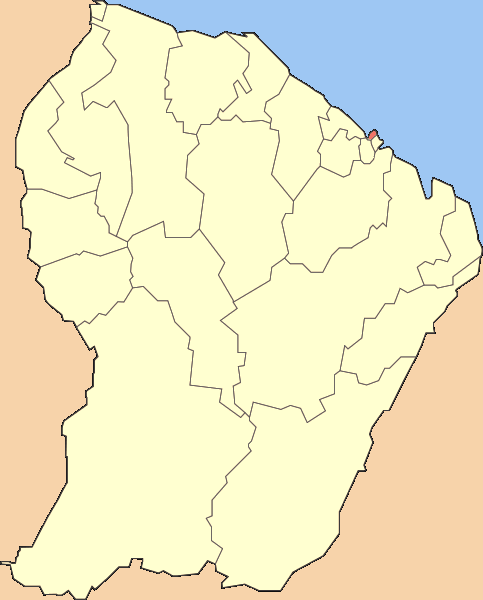
كايين - باللون الأحمر - عاصمة غويانا الفرنسية

معظم المسلمين بغويانا الفرنسية من أصل جزائري ومغربي، استوطنوا البلاد وهاجروا إليها، ويعيش أفراد الجالية المسلمة بغويانا في مدن: كايين، وكوروا، وسان لوران دو ماروني، وهي المدن الرئيسية بغويانا الفرنسية، ويعملون بالتجارة، وقد أسلم بعض الأفارقة من سكان البلاد نتيجة جهودهم، ومما يؤسف له أن اللغة العربية ضاعت بين أفراد الأقلية؛ نتيجة استخدام الفرنسية، ونتيجة عدم اهتمامهم بتعليمها لأبنائهم.

## حياة المسلمين
عاش مسلمو غويانا الفرنسية ظروفًا قاسية في ظل معتقل «كايين» في غويانا الفرنسية، وأهملت تنظيم نفسها، فليس للمنظمات أو الهيئات الإسلامية وجود بينهم، غير أن الأقلية المسلمة بغويانا الفرنسية بدأت في تكوين صلات بينها وبين الأقلية المسلمة في سورينام، وحضر وفد عن الأقلية المسلمة بغويانا الفرنسية المؤتمر الإسلامي الذي عقد في سنة 1397هـ - 1977م بترنداد، ووضع المؤتمر أساس تكوين المجلس الإسلامي لأمريكا الجنوبية والكاريبي، كما أوصى بالتنسيق بين المنظمات الإسلامية في أمريكا[ ؟ ] الجنوبية والبحر الكاريبي، وهكذا بدأت الأقلية المسلمة بغويانا الفرنسية اتصالها بالعالم الإسلامي، ودعمت صلتها بالمؤتمر الإسلامي، ورابطة العالم الإسلامي من مكة المكرمة، والتي تبنت هذا المؤتمر وحضرته وفود عن (55) منظمة مثلت الأقليات المسلمة في منطقة البحر الكاريبي وأمريكا الجنوبية، ومن خلال المؤتمر الإسلامي لأمريكا الجنوبية والكاريبي سوف تحصل الأقلية المسلمة في غويانا الفرنسية على بعض مطالبها من الأئمة والمدرسين لتعليم أبناء الجالية قواعد دينهم، ولربطهم بالأقليات المسلمة في منطقة البحر الكاريبي وأمريكا الجنوبية، ولقد تأسـست فيها جمعية إدامة الإسـلام.

## مساجد ومراكز إسلامية
- جمعية إدامة الإسـلام.
- رابطة المسلمين في غرب غويانا الفرنسية[8]، سان لوران دو ماروني.
- المركز الثقافي الإسلامي، كايين، غويانا الفرنسية.[9]
- مسجد أبو بكر، كايين، شارع ليون، غويانا الفرنسية.[10]

## جامعات ومدارس إسلامية
- مدرسة النور للتعليم والتربية الإسلامية.[11]

## وصلات خارجية
- المركز الثقافي الإسلامي غويانا الفرنسية
- رابطة المسلمين في غرب غويانا الفرنسية
- مدرسة النور للتعليم والتربية الإسلامية بغويانا الفرنسية
- أوقات الصلاة في غويانا الفرنسية